# Volba prezidenta Spojených států amerických

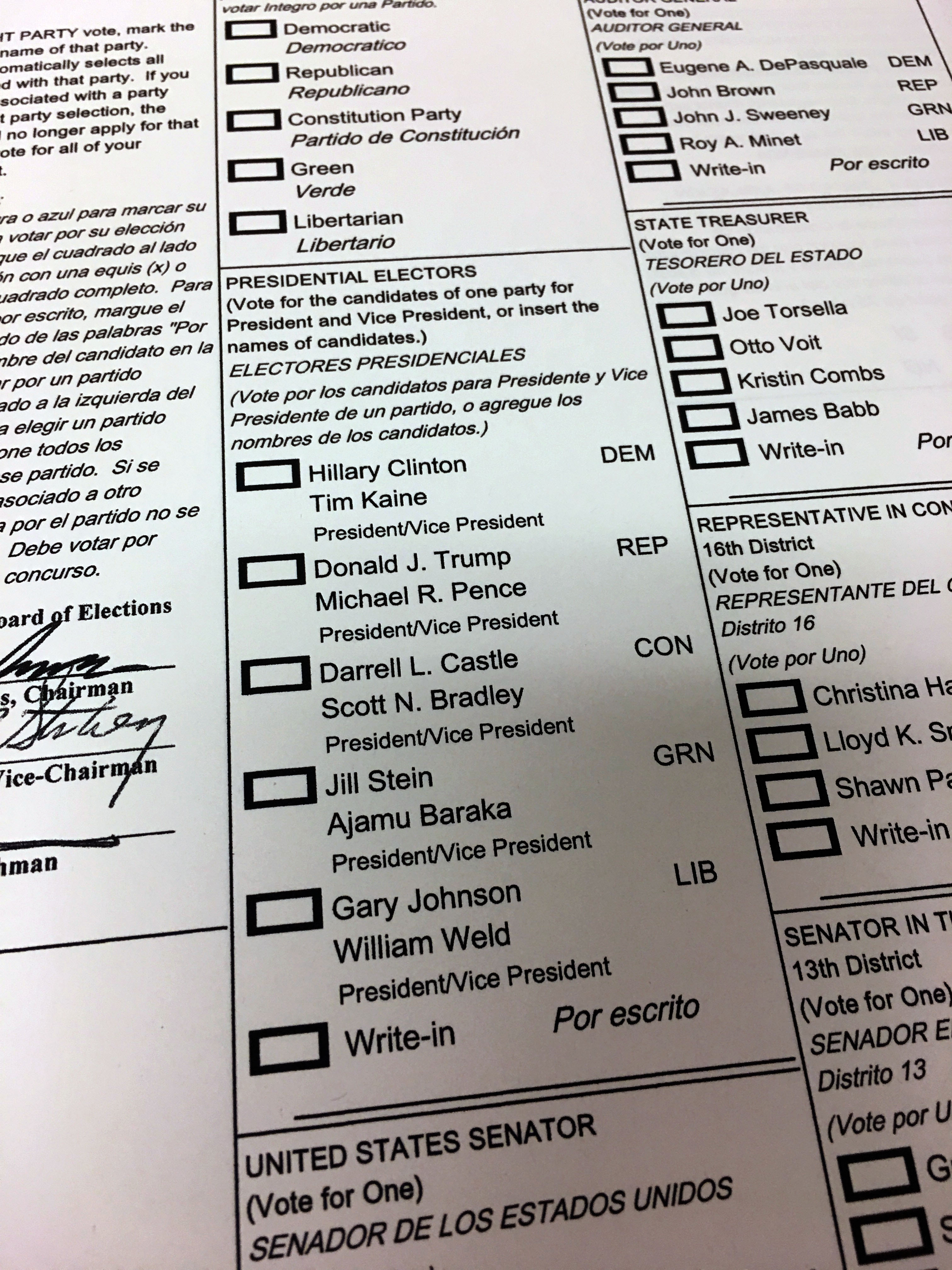
Výsek volebního lístku ze státu Pensylvánie z roku 2016 se jmény kandidátů na prezidenta (a viceprezidenta) USA.

Volba prezidenta USA je volební proces, jímž je vybrán vrcholný představitel federální výkonné moci ve Spojených státech amerických. Podle znění federální ústavy není prezident zvolen přímo občany Spojených států, nýbrž voliteli, kteří jsou pro potřeby volby ustanoveni v každém z členských států federace způsobem, který si stanoví příslušný stát, a jejichž počet se odvíjí od lidnatosti daného státu. V současné době občané-voliči prostřednictvím volebních lístků hlasují přímo pro kandidáty na prezidenta a následně se v každém státě sejdou volitelé a až na výjimky odevzdají hlas tomu kandidátovi na prezidenta, který v daném státě obdržel nejvíc hlasů voličů. Z formálního hlediska se tedy jedná o nepřímou volbu.
Volba prezidenta je silně decentralizovaný proces. Federální ústava předepisuje jen některé náležitosti volby, z větší části je průběh volby řízen jednotlivými státy federace a volba tak nemá na celém území USA stejnou podobu.

## Ústavní ustanovení o volbě

### Původní znění ústavy
Oddíl 1 článku II. ústavy z roku 1788 stanovil základní podmínky volitelnosti. Volitelnou na úřad prezidenta je jen osoba, která získala občanství Spojených států zrozením či měla toto občanství v době přijetí ústavy, dosáhla věku třiceti pěti let a bydlí alespoň čtrnáct let ve Spojených státech.
Dále tento oddíl popisoval proces volby. Každému federálnímu státu byl přidělen počet volitelů, rovný celkovému počtu senátorů a členů Sněmovny reprezentantů, které tento stát vysílá do Kongresu. Způsob vybrání volitelů byl ponechán v kompetenci jednotlivých států. Volitelé se pak shromáždili ve svých státech a hlasovali prostřednictvím tajné volby. Každý volitel měl dva hlasy, přičemž alespoň jeden musel dát kandidátovi, pocházejícímu z jiného státu. Výsledky tohoto hlasování pak byly zaslány předsedovi Senátu a sečteny na společné schůzi obou komor Kongresu. Zvolen byl kandidát, který získal nejvíce hlasů, pokud počet hlasů přesáhl polovinu celkového počtu volitelů. Kandidát s druhým nejvyšším počtem hlasů byl zvolen viceprezidentem. 
- Příklad: Volba prezidenta roku 1796
  - 138 volitelů
  - 70 hlasů nutných k vítězství

| Kandidát          | Strana                   | Počet hlasů | Výsledek               |
| ----------------- | ------------------------ | ----------- | ---------------------- |
| John Adams        | Federalisté              | 71          | zvolen prezidentem     |
| Thomas Jefferson  | Demokratičtí republikáni | 68          | zvolen viceprezidentem |
| Thomas Pinckney   | Federalisté              | 59          | -                      |
| Aaron Burr        | Demokratičtí republikáni | 30          | -                      |
| Samuel Adams      | Demokratičtí republikáni | 15          | -                      |
| Oliver Ellsworth  | Federalisté              | 11          | -                      |
| Ostatní kandidáti | Ostatní kandidáti        | 22          | -                      |
| Celkem hlasů      | Celkem hlasů             | 276         | -                      |

Pokud by dva kandidáti získali stejný počet hlasů a oba by přesáhli polovinu celkového počtu volitelů, mělo o vítězi rozhodnout hlasování Sněmovny reprezentantů. Obdobně pokud by se více kandidátů se stejným počtem hlasů dělilo o druhé místo, vybral by z nich viceprezidenta Senát. 
V případě, že by potřebnou většinu nezískal žádný kandidát, prezidenta měla zvolit Sněmovna, a to z pěti osob, které získaly nejvyšší počet hlasů. Při tomto tzv. podmíněném hlasování (anglicky contingent vote) však nehlasovali členové Sněmovny každý za sebe, nýbrž všichni členové z jednoho státu měli dohromady jeden hlas. Ke zvolení byla potřeba nadpoloviční většina všech států.  
- Příklad: Volba prezidenta roku 1800
  - 138 volitelů
  - 70 hlasů nutných k vítězství

| Kandidát                    | Strana                   | Počet hlasů volitelů | Hlasování ve Sněmovně | Výsledek               |
| --------------------------- | ------------------------ | -------------------- | --------------------- | ---------------------- |
| Thomas Jefferson            | Demokratičtí republikáni | 73                   | 10                    | zvolen prezidentem     |
| Aaron Burr                  | Demokratičtí republikáni | 73                   | 4                     | zvolen viceprezidentem |
| John Adams                  | Federalisté              | 65                   | -                     | -                      |
| Charles Cotesworth Pinckney | Federalisté              | 64                   | -                     | -                      |
| John Jay                    | Federalisté              | 1                    | -                     | -                      |
| Neplatné hlasy              | Neplatné hlasy           | 0                    | 2                     | -                      |
| Celkem hlasů                | Celkem hlasů             | 276                  | 16                    | -                      |

### Dvanáctý dodatek
Dvanáctý dodatek ústavy přijatý roku 1804 proces volby podstatě změnil. Důvodem bylo, že zvolení druhého nejúspěšnějšího prezidentského kandidáta za viceprezidenta vedlo k tomu, že dva nejvyšší představitelé státu pocházeli ze soupeřících politických táborů a odmítali spolupracovat. Dodatek tak zavedl oddělenou volbu, kdy každý volitel má jeden hlas pro volbu prezidenta a jeden hlas pro volbu viceprezidenta. Další změnou bylo, že v případě, že žádný kandidát nezíská potřebnou většinu (více než polovina všech hlasů), postupují do sněmovního hlasování jen tři nejúspěšnější kandidáti. V případě, že by většinu nezískal žádný z viceprezidentských kandidátů, rozhodl by Senát mezi dvěma nejúspěšnějšími.
Příklad: Volba prezidenta roku 1804
- 176 volitelů
- 89 hlasů nutných k vítězství

| Kandidát            | Strana                   | Počet hlasů volitelů | Výsledek               |
| ------------------- | ------------------------ | -------------------- | ---------------------- |
| Thomas Jefferson    | Demokratičtí republikáni | 162                  | zvolen prezidentem     |
| Charles C. Pinckney | Federalisté              | 14                   | -                      |
| Celkem hlasů        | Celkem hlasů             | 176                  | -                      |
| Kandidát            | Strana                   | Počet hlasů volitelů | Výsledek               |
| George Clinton      | Demokratičtí republikáni | 162                  | zvolen viceprezidentem |
| Rufus King          | Federalisté              | 14                   | -                      |
| Celkem hlasů        | Celkem hlasů             | 176                  | -                      |

### Další dodatky
Text ústavy z roku 1787 nestanovoval žádné omezení, kolikrát může být občan Spojených států zvolen prezidentem, nicméně od dob prvního prezidenta George Washingtona se vžila zvyklost zastávat nejvýš dvě funkční období. Poté, co byl v letech 1932 až 1944 Franklin Delano Roosevelt zvolen čtyřikrát po sobě, byl přijat v roce 1951 dvacátý druhý dodatek ústavy omezující počet funkčních období na dvě a nejvýše deset let v úřadu. 
Způsobilost volit prezidenta USA taktéž není v původním textu federální ústavy z roku 1787 nijak stanovena, byla tedy ponechána čistě na vůli členských států. Patnáctý dodatek z roku 1870 zajistil hlasovací právo všem mužům bez ohledu na barvu pleti, devatenáctý dodatek z roku 1920 udělil hlasovací právo ženám, dvacátý čtvrtý dodatek z roku 1964 zakázal podmiňovat volební právo nezaplacením jakékoli daně a dvacátý šestý dodatek ústavy z roku 1971 snížil spodní věk voličů na osmnáct roků.

## Sbor volitelů

Počet volitelů v jednotlivých státech pro prezidentské volby 2012, 2016, 2020.

Počet volitelů prezidenta a viceprezidenta Spojených států postupně narůstal jednak tím, že se ke Spojeným státům připojovaly nové státy, jednak tím, že vzrůstal počet obyvatel všech států. Od roku 1964 dodnes je celkový počet volitelů 538, prezidentem se tedy stane ten kandidát, který získá hlasy 270 volitelů. Počet volitelů pro každý stát je stanoven nově po každém sčítání lidu. Největší počet volitelů v současné době (2020) má Kalifornie – 55 volitelů – sedm nejméně lidnatých unijních států má nejmenší stanovený počet volitelů, tedy tři. Dvacátý třetí dodatek ústavy z roku 1961 přisoudil tři volitele také sídlu federálního parlamentu a vlády, Kolumbijskému okrsku, který není státem a jehož obyvatelé do té doby prezidenta volit nemohli.
Volitelé se scházejí k volbě v rámci každého státu (volitelé ze všech států se nescházejí dohromady), a to od roku 1936 první pondělí po druhé prosincové středě ve volebním roce, tedy zhruba měsíc po lidové volbě. Ve většině členských států všichni volitelé dají hlas tomu kandidátovi, který v daném státě získal nejvyšší počet voličských hlasů. Odlišné pravidlo platí ve státě Maine (od roku 1972) a Nebraska (od 1992) (a v některých dalších státech platilo v 19. století), kde jsou volitelé přiděleni kandidátům, kteří v lidové volbě zvítězili v rámci jednotlivých parlamentních obvodů, takže je možné, aby část volitelů z daného státu hlasovala pro jiného kandidáta než zbývající volitelé téhož státu. Prezident Spojených států je téměř vždy zároveň vítězem lidového hlasování, avšak při těsném výsledku tomu tak být nemusí.  Například v počtu hlasů od volitelů druhý (tedy nezvolený) prezidentský kandidát může v celonárodním výsledku získat více hlasů od voličů, než vítěz. Záleží na tom jak velké jsou rozdíly v počtech hlasů voličů v každém státě. Tato disproporce nastane, když vítěz voleb ve "svých" státech zvítězí těsně, ale v ostatních státech prohraje větším rozdílem. Doposud se to stalo čtyřikrát, ve volbách 1876, 1888, 2000 a 2016.
Volitelé nejsou federální ústavou nijak vázáni, kterému prezidentskému kandidátovi mají dát hlas. Formálně mohou hlasovat pro kohokoli z kandidátů nebo dát dokonce hlas osobě, která ve volbách vůbec nekandidovala. Původním záměrem tvůrců ústavy bylo, aby občané zvolili jako prezidentské volitele ty své spoluobčany, kteří jsou nejlépe informovaní o kvalitách veřejně činných osob, a ti svobodnou a volnou úvahou následně vybrali osobu, která se podle jejich mínění nejlépe hodí za prezidenta. Funkce sboru volitelů by se tak dala zhruba přirovnat k funkci kolegia kardinálů při volbě papeže. Velmi brzy však začali být volitelé předem zavazováni, aby volili určitého kandidáta na prezidenta, což se prosadilo po dotvoření systému politických stran v 1. čtvrtině 19. století.
V současné době se ode všech volitelů požaduje, aby volili kandidáta na prezidenta, který získá většinu hlasů voličů v daném státě. Ne všichni volitelé však na schůzi volitelů volí podle očekávání. Volitelům, kteří dají hlas někomu jinému, než koho se zavázali volit, se říká nevěrní volitelé. Ve všech volbách do roku 2016 se vyskytlo celkem 165 takových nevěrných volitelů. Například při prezidentské volbě 2016 dva volitelé hlasovali pro své spolustraníky, kteří nezískali podporu své strany pro kandidaturu, čtyři volitelé hlasovali pro své spolustraníky, kteří se vůbec o funkci prezidenta neucházeli, a jeden hlas volitele získala indiánská aktivistka bez politické příslušnosti, která se rovněž o funkci prezidenta neucházela. Další tři volitelé se pokoušeli hlasovat pro jiné kandidáty než ty, kteří zvítězili v lidovém hlasování, jejich hlasy však byly zneplatněny. Hlasy nevěrných volitelů nicméně zatím nerozhodly výsledek žádné prezidentské volby.
V reakci na nevěrné volitele začaly státy přijímat zákony, které volitelům nařizují hlasovat podle toho, k čemu se předem zavázali, udělují pokuty takovým volitelům nebo umožňují nahradit volitele, kteří udělí hlas v rozporu se svým závazkem. V současné době takové zákony platí ve zhruba dvou třetinách států, volitelé v ostatních státech mají stále formální volnost dát svůj hlas komukoli.

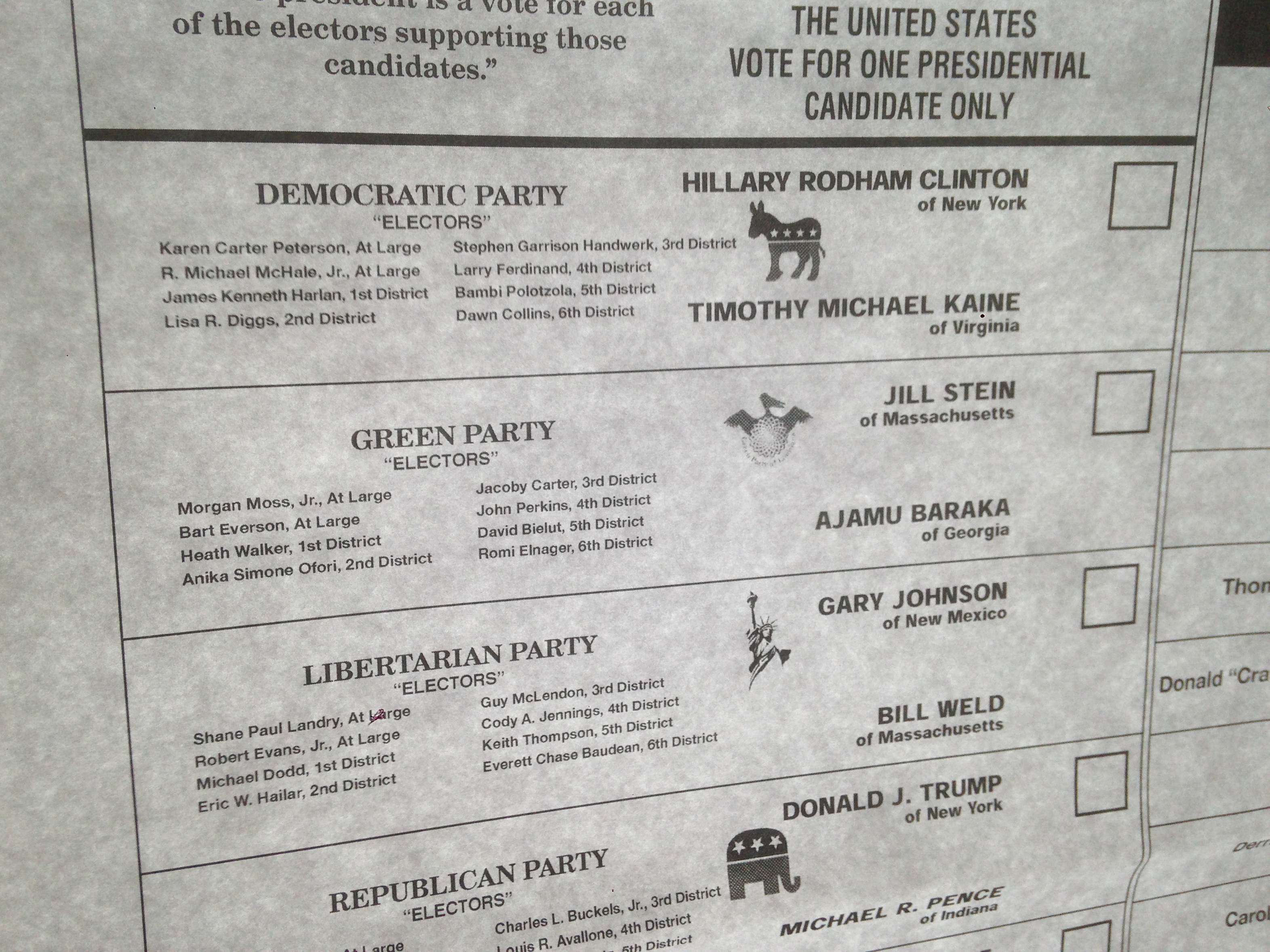
Výsek volebního lístku ze státu Louisiana z roku 2016 se jmény volitelů uvedenými u jejich kandidátů na prezidenta.

Záměru tvůrců ústavy o volné úvaze volitelů nejlépe vyhovoval systém, při němž v každém (pro tu příležitost vytvořeném) okrese daného státu voliči vybírali jednoho volitele, jména prezidentských kandidátů na volebních lístcích nebyla uvedena. Tento systém byl nevýhodný pro vůdce stran v jednotlivých státech, neboť nezajišťoval, že tak zvolení volitelé budou volit podle stranické disciplíny, přesto se okrajově udržel až do roku 1892. Velmi brzy, už od konce 18. století, však některé státy začaly volit své volitele parlamentem nebo byly voličům předkládány hlasovací lístky se všemi kandidáty na volitele pohromadě, aby bylo zajištěno, že všichni volitelé se zachovají stejně a dají hlas témuž prezidentskému kandidátovi. To bylo v rozporu s původním záměrem tvůrců ústavy a Alexander Hamilton a James Madison se neúspěšně pokusili prosadit dodatek k federální ústavě, který by stanovil povinnost států vybírat volitele jednotlivě v okrskových volbách. Volba volitelů parlamenty států byla opuštěna v polovině 19. století a v té době se také v podstatě prosadila zásada, že všichni volitelé odevzdají hlas tomu prezidentskému kandidátovi, který získal ve státě většinu hlasů voličů.
V současné době vybírají kandidáty na volitele politické strany, které postavily kandidáta na prezidenta. Výběr probíhá v měsících předcházejících dni lidové volby prezidenta. V některých státech jsou kandidáti na volitele vybíráni v primárních volbách, v jiných kandidáty vybírá stranický sjezd dané strany nebo jsou za kandidáty na volitele vybráni státní úředníci dané stranické příslušnosti, v jednom případě je vybírá volební štáb daného prezidentského kandidáta. Většinou jsou vybíráni členové strany, a to ti, o nichž se předpokládá, že budou loajální ke kandidátovi na prezidenta vybranému stranou.
Kandidáti na volitele se voliteli za daný stát stanou tím, že v lidovém hlasování v daném státě zvítězí kandidát na prezidenta, s nímž jsou spojeni stranickou příslušností. Voliči na hlasovacích lístcích fakticky vyberou jméno prezidentského kandidáta, čímž formálně zvolí ty volitele, které daná politická strana předem v příslušném státě vybrala jako ty, kteří dají hlas dotyčnému prezidentskému kandidátovi. Zvítězí-li tedy v daném státě demokratický kandidát na prezidenta, stanou se oficiálními voliteli za onen stát kandidáti na volitele, které navrhla demokratická strana, a republikánští kandidáti na volitele se stanou voliteli za stát, pokud v lidové volbě zvítězí republikánský kandidát na prezidenta.
V prezidentských volbách v roce 2020 jen v osmi státech byla jména kandidátů na volitele uvedena na volebních lístcích, v ostatních státech byla na lístcích vytištěna jen jména prezidentských kandidátů, přičemž bylo (většinou) pouze uvedeno, že hlas pro prezidentského kandidáta je hlasem pro jeho kandidáty na volitele (vynechávání jmen volitelů na volebních lístcích se prosadilo na počátku 20. století).
Zvolení volitelé jsou svoláni ministrem vnitra nebo jiným obdobným úředníkem daného státu. Volitelé hlasují buď zaškrtnutím jména z předtištěného seznamu nebo volně vepíší jméno na prázdný papír. Hlasování je v některých státech veřejné, v jiných tajné.

## Volební proces

### Výběr kandidátů

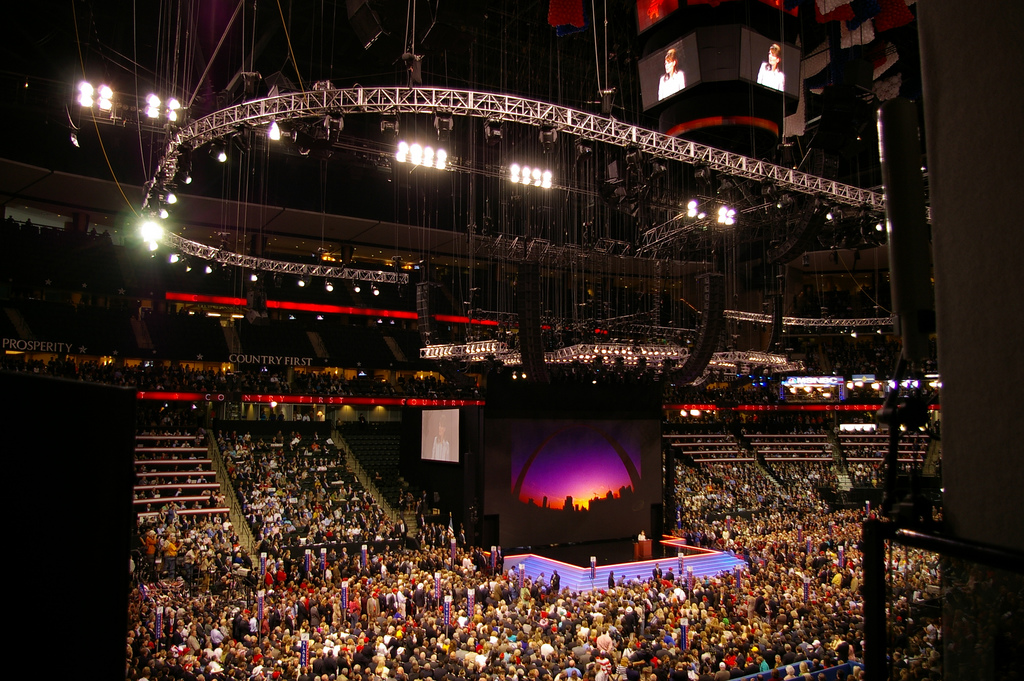
Stranický nominační sjezd republikánské strany v roce 2008.

Data konání primárních voleb a stranických schůzí demokratické strany v roce 2016.

Přípravy na volby začínají dlouho před samotným volebním dnem. Uchazeči o úřad prezidenta dávají najevo svůj úmysl kandidovat obvykle už na jaře roku předcházejícího volebnímu roku. Samotný výběr kandidátů jednotlivých politických stran začíná počátkem volebního roku. Dvě největší současné strany, republikánská a demokratická, pořádají postupně ve všech členských státech primární volby nebo volební shromáždění. Primární volby jsou organizovány státními vládami, volební shromáždění si organizují politické strany samy. V některých státech se primárních voleb mohou účastnit pouze registrovaní členové dané strany, v jiných mohou volit i jejich sympatizanti a v některých státech se primárních voleb může zúčastnit kterýkoli volič. V primárních volbách i na shromážděních členové strany zvažují jednotlivé uchazeče o prezidentský úřad a následně volí delegáty na celostranický nominační sjezd. V téměř všech státech platí, že delegáti jsou vázáni na stranickém sjezdu volit určitého stranického kandidáta.
Primární volby a stranická shromáždění se nekonají na celém území Spojených států zároveň, nýbrž postupně v jednotlivých státech (či skupinách států). Výběr delegátů tradičně začíná v Iowě a New Hampshiru v únoru a březnu volebního roku a poté se přesouvá do dalších států; končí obvykle na začátku léta v Kalifornii a dalších státech na západě (ale i některých na východě). Den v únoru nebo březnu, kdy se primární volby nebo stranická shromáždění konají v největším počtu států, se nazývá superúterý a pro většinu uchazečů o kandidaturu na prezidenta bývá rozhodující zkouškou. Volby delegátů se pořádají i v (zámořských) teritoriích, jejichž obyvatelé nemají právo volit prezidenta Spojených států.
Delegáti zvolení v primárních volbách nebo stranických shromážděních se v létě sejdou na národních (celostranických) sjezdech, na nichž definitivně zvolí oficiálního kandidáta své strany. Jelikož je předem známo, jak který delegát bude hlasovat, jde v podstatě o ceremoniální události, které mají přitáhnout pozornost případných voličů.

### Stranická příslušnost kandidátů
První prezident USA George Washington byl zvolen (1788 a 1792) jako nezávislý kandidát. Počínaje jeho nástupcem Johnem Adamsem (1796) byli všichni vítězové prezidentských voleb členy jedné ze dvou tehdy největších politických stran.
Již od 19. století čas od času kandidoval v prezidentských volbách zástupce některé menší politické strany, avšak pouze ve dvou volbách (1860 a 1912) se mu podařilo získat druhý nejvyšší počet voličských hlasů (a hlasů volitelů). Od 20. století se prezidentských voleb pravidelně účastní několik kandidátů za menší strany (občas jde o bývalé členy jedné z hlavních stran) a někdy i nezávislí kandidáti.

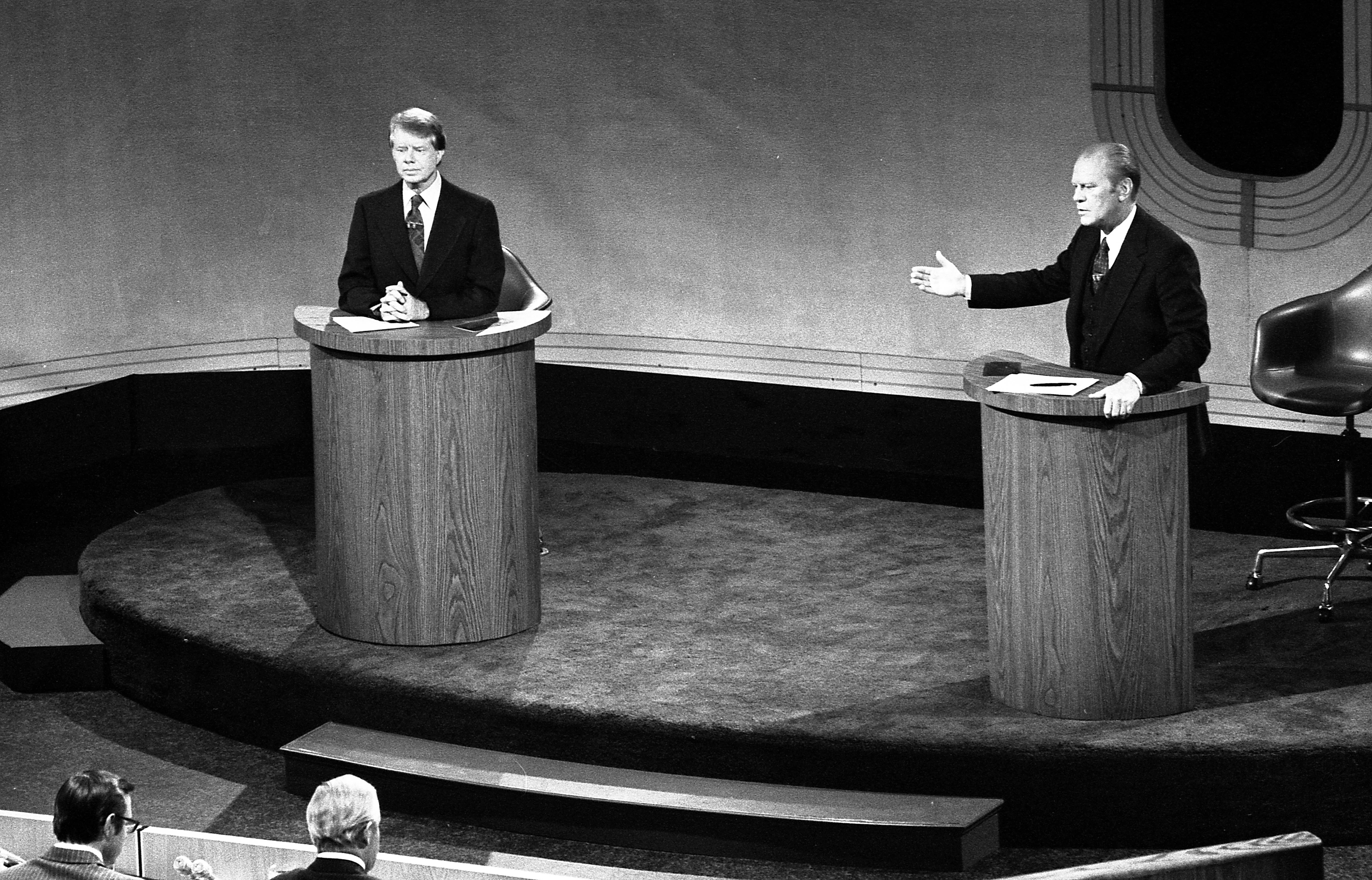
Jimmy Carter a Gerald Ford v předvolební debatě v roce 1976.

### Volební kampaň
Vedení kampaně je organizačně složitá a nákladná záležitost. Ve všech státech dochází ke vzniku organizační sítě na podporu jednotlivých kandidátů, jejíž součástí jsou jak příslušné stranické struktury, tak četní dobrovolníci. Jednotliví kandidáti (zejména z obou největších stran) mají k dispozici rozsáhlé poradní týmy, které vytvářejí obraz daného kandidáta ve sdělovacích prostředcích a dbají o správné načasování a strategii kampaně na základě průzkumů. Jejich úkolem je najít slabá místa soupeřů a naopak zviditelnit morálnost a státnické schopnosti svého kandidáta. To vše stojí nemalé prostředky, takže velká pozornost je věnována tomu, jakou finanční podporu se jednotlivým kandidátům podaří získat od dárců.
Kandidáti se tradičně snaží oslovit co nejvíce možných voličů prostřednictvím televizních reklam, které jsou ovšem velmi nákladné, a používá se také e-mailový a telefonní kontakt. Tyto způsoby nicméně nemají takový účinek jako osobní kampaň. Kandidáti obvykle nevedou osobní kampaň po celých Spojených státech, zaměřují se zejména na takzvané „kolísavé státy“, jejichž voliči se považují na základě průzkumů za nerozhodnuté.
V prezidentské kampani v roce 1960 se poprvé konaly (čtyři) veřejné debaty mezi prezidentskými kandidáty (Johnem Kennedym a Richardem Nixonem), přenášené navíc televizí, které se od té doby staly tradicí.

## Hlasování voličů
Všeobecné hlasování voličů pro prezidentské kandidáty (formálně pro jejich volitele) se koná po celých Spojených státech v úterý po prvním listopadovém pondělí (tedy mezi 2. a 8. 11.) v takzvaný Volební den, kdy se zároveň koná mnoho federálních, státních a místních voleb a referend zároveň (všechny tyto volby bývají sdruženy do jednoho volebního lístku). Toto volební datum se ustálilo v 19. století, kdy podmínky pro cestování byly těžší než v současnosti. Listopadový měsíc byl vybrán, protože už bylo po podzimní sklizni, ale ještě před nástupem zimního počasí, a úterní den, aby voliči měli možnost účastnit se nedělní pobožnosti a během pondělí dojet do často velmi vzdálené volební místnosti.
Mnohé státy umožňují (to se týká všech druhů voleb, nejen prezidentských) odevzdat hlas před hlavním volebním dnem. Doba, během níž je možné odevzdat takové předčasné hlasy, se mezi státy liší v rozmezí od čtyř do padesáti dnů před hlavním dnem voleb. Takové hlasy je možné odevzdat buď osobně, poštou nebo vhozením do zvláštních schránek. V některých státech jsou veškeré nebo téměř veškeré volby uskutečňovány poštovním způsobem.
Ne všichni prezidentští kandidáti jsou předtištěni na volebních lístcích – to je podmíněno splněním pravidel, která se stát od státu liší. Podmínky někdy nesplní kandidáti menších stran nebo nezávislí kandidáti, ovšem kandidáti dvou největších stran jsou na lístcích vždy. Nicméně voliči mají možnost hlasovat pro kandidáta, kterého na volební lístek sami vepíší. Hlasy pro vepsané kandidáty však mohou být započítány jen tehdy, pokud před konáním voleb byla úřadům nahlášena jména kandidátů na příslušné volitele (volitele, kteří by případně dali hlas vepsanému kandidátovi na prezidenta).

## Předání úřadu
Hlasy volitelů jsou spočítány na spojené schůzi obou komor federálního parlamentu pod předsednictvím viceprezidenta Spojených států, který je zároveň předsedou senátu, 6. ledna v roce následujícím po volebním roce. Podle dvacátého dodatku federální ústavy z roku 1933 končí funkční období předchozího prezidenta 20. ledna. Ten den se zároveň koná slavnostní nastolení (inaugurace) nově zvoleného prezidenta. Do roku 1937 se zvolený prezident ujímal úřadu až 4. března, neboť bylo v dobách pomalejší dopravy třeba dostatečného času, aby mohly být hlasy volitelů dopraveny do sídla federálního senátu.

## Kritika volebního procesu

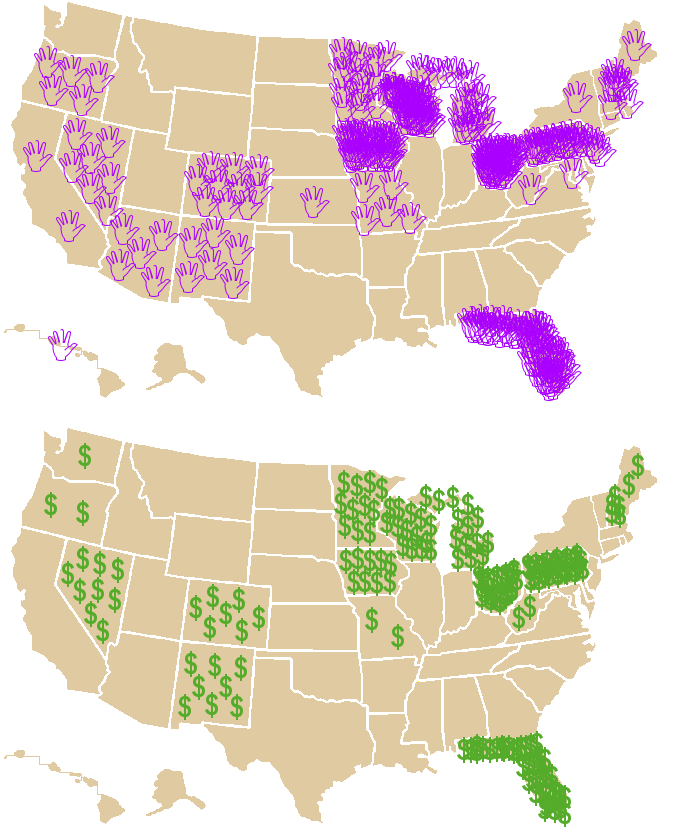
Nerovnoměrně rozprostřené úsilí (vice)prezidentských kandidátů v roce 2004 během posledních pěti týdnů kampaně: ruka - osobní návštěva kandidáta, dolar - milion dolarů utracený na televizní reklamu.

Způsob volby prezidenta Spojených států amerických vyvolává četné kritické připomínky. Kritika míří především na nedemokratičnost volby prostřednictvím volitelů, a to zejména, že prezidentem se může stát kandidát, který nezískal většinu hlasů voličů. S tím souvisí i to, že menšinoví voliči ve státě, jehož voliči převážně podporují kandidáta jiné strany, nemají možnost celkový výsledek prezidentské volby ovlivnit, neboť všechny hlasy volitelů za daný stát podpoří většinového kandidáta (což je navíc obvykle známo už před lidovou volbou).
Skutečnost, že je kvůli existenci sboru volitelů předem znám výsledek z určitých států, zároveň vede k tomu, že kandidáti se během volební kampaně nesnaží oslovit rovnoměrně všechny voliče, ale obracejí se především na ty, kteří obývají nerozhodnuté (kolísavé) státy.
Nevýhodou sboru volitelů je také to, že podle ústavy jsou volitelé přiděleni jen státům a Kolumbijskému okrsku, takže z možnosti hlasovat pro prezidenta jsou vyřazeni obyvatelé (zámořských) teritorií. Způsob přidělení počtu volitelů státům mimo to dává neúměrnou váhu málo zalidněným státům (kterých je navíc poměrně velké množství), neboť jeden volitel v nich zastupuje menší počet obyvatel než volitel v lidnatých státech (jinými slovy, v lidnatých státech je na získání jednoho volitele zapotřebí (mnohem) víc voličských hlasů než v malých státech).
Přidělování volitelských hlasů ve státech způsobem „vítěz bere vše“ navíc upevňuje systém dvou hlavních politických stran a znevýhodňuje menší strany.
Kritizována bývá také posloupnost konání primárních voleb a stranických shromáždění v různých státech. Obyvatelé států, které tento výběr kandidátů začínají, mají větší vliv než obyvatelé států s pozdějším konáním výběru, neboť aktivita kandidátů a pozornost sdělovacích prostředků je na počátku největší. Obyvatelé Kalifornie a dalších států, kde se výběr kandidátů koná až na začátku léta, už nemohou mnoho přispět, neboť je většinou rozhodnuto, aktivita kandidátů i pozornost sdělovacích prostředků je už nízká.
Zastánci současného způsobu volby naopak zdůrazňují především to, že odráží federální povahu Spojených států. Skutečnost, že o celkovém výsledku volby rozhodují výsledky v jednotlivých státech, nutí kandidáty, aby brali v potaz i malé a málo lidnaté státy (pokud ovšem výsledek volby v nich není jasný předem) a nespokojili se se snahou získat jen lidnaté státy, jejichž početné obyvatelstvo by jim stačilo k dosažení vítězství ve všeobecné volbě.

### Snahy o způsob změny volby
Od 20. století bylo předloženo vícero návrhů na reformu volby prezidenta Spojených států, většinou spočívají v úpravě nebo odstranění sboru volitelů.
Nejblíže ke schválení měl z těchto návrhů návrh poslance Sněmovny zástupců federálního parlamentu za New York Emanuela Cellera z roku 1969. Návrh reagoval na prezidentské volby z roku 1968, při nichž se znatelně lišily poměry hlasů, které získali kandidáti v lidovém hlasování, od poměru hlasů pro ně ve sboru volitelů. Návrh předpokládal odstranění sboru volitelů; prezidentem se měl stát kandidát, který by získal většinu hlasů voličů, pokud to bylo nejméně 40%. Kdyby žádný kandidát nezískal takovou většinu, mělo se konat druhé kolo, do něhož by postoupili dva nejúspěšnější kandidáti z prvního kola, a prezidentem by se pak stal vítěz druhého kola. Návrh byl schválen ve Sněmovně zástupců a vstřícně či neutrálně se k návrhu stavěl i dostatečný počet členských států. Nakonec avšak návrh ztroskotal ve federálním senátu zejména na námitkách senátorů z malých států, že odstranění sboru volitelů by zmenšilo vliv jejich státu. 
V roce 2019 bylo podáno ve Sněmovně zástupců několik návrhů na odstranění sboru volitelů, které na rozdíl od výše popsaného návrhu nevyžadovaly dosažení určité poměrné hranice pro vítězného kandidáta. Těmto návrhům se nedostalo širší podpory.
Jelikož všechny pokusy změnit ústavu se zatím ukázaly jako neprůchodné, uzavřely některé státy (a Kolumbijský okrsek) dohodu, že své volitele dají tomu kandidátovi na prezidenta, který zvítězí v lidové volbě v celých Spojených státech. V době prezidentské volby v roce 2020 k této dohodě přistoupilo 16 států s celkovým úhrnem 196 volitelských hlasů.

## Přehled významných kandidátů
Tabulka ukazuje významné kandidáty v jednotlivých prezidentských volbách; politická strana, za kterou kandidovali, je znázorněna barevným podkladem a počet získaných hlasů od volitelů je uveden v závorce. V případě kandidáta zvoleného prezidentem je použito tučné písmo.
Vysvětlivka podkladových barev:
| barva | politická strana          |
| ----- | ------------------------- |
|       | nezávislý kandidát        |
|       | federalisté               |
|       | demokraté-republikáni     |
|       | demokraté                 |
|       | národní republikáni       |
|       | anulisté                  |
|       | protizednáři              |
|       | whigové                   |
|       | strana svobodné půdy      |
|       | republikáni               |
|       | domorodí Američané        |
|       | jižní demokraté           |
|       | ústavní unionisté         |
|       | národní unionisté         |
|       | populisté                 |
|       | pokrokáři (progresivisté) |
|       | dixiekrati                |
|       | libertariáni              |

|    | Rok     | Kandidáti                       | Kandidáti                       | Kandidáti                        | Kandidáti                        | Kandidáti                        | Kandidáti |
| -- | ------- | ------------------------------- | ------------------------------- | -------------------------------- | -------------------------------- | -------------------------------- | --- |
| 1  | 1788-89 |                                 |                                 |                                  |                                  |                                  | Další kandidáti: John Hancock (4) George Clinton (3) Samuel Huntington (2) John Milton (2) James Armstrong (1) Benjamin Lincoln (1) Edward Telfair (1)                            |
| 1  | 1788-89 | George Washington (69)          | John Adams (34)                 | John Jay (9)                     | Robert H. Harrison (6)           | John Rutledge (6)                | Další kandidáti: John Hancock (4) George Clinton (3) Samuel Huntington (2) John Milton (2) James Armstrong (1) Benjamin Lincoln (1) Edward Telfair (1)                            |
| 2  | 1792    |                                 |                                 |                                  |                                  |                                  | |
| 2  | 1792    | George Washington (132)         | George Washington (132)         | John Adams (77)                  | George Clinton (50)              | Thomas Jefferson (4)             | Aaron Burr (1) |
| 3  | 1796    |                                 |                                 |                                  |                                  |                                  | Další kandidáti: Oliver Ellsworth (11) George Clinton (7) John Jay (5) James Iredell (3) George Washington (2) John Henry (2) Samuel Johnston (2) Charles Cotesworth Pinckney (1) |
| 3  | 1796    | John Adams (71)                 | Thomas Jefferson (68)           | Thomas Pinckney (59)             | Aaron Burr (30)                  | Samuel Adams (15)                | Další kandidáti: Oliver Ellsworth (11) George Clinton (7) John Jay (5) James Iredell (3) George Washington (2) John Henry (2) Samuel Johnston (2) Charles Cotesworth Pinckney (1) |
| 4  | 1800    |                                 |                                 |                                  |                                  |                                  | |
| 4  | 1800    | Thomas Jefferson (73)           | Thomas Jefferson (73)           | Aaron Burr (73)                  | John Adams (65)                  | Charles Cotesworth Pinckney (64) | John Jay (1) |
| 5  | 1804    |                                 |                                 |                                  |                                  |                                  | |
| 5  | 1804    | Thomas Jefferson (162)          | Thomas Jefferson (162)          | Thomas Jefferson (162)           | Charles Cotesworth Pinckney (14) | Charles Cotesworth Pinckney (14) | Charles Cotesworth Pinckney (14) |
| 6  | 1808    |                                 |                                 |                                  |                                  |                                  | |
| 6  | 1808    | James Madison (122)             | James Madison (122)             | Charles Cotesworth Pinckney (47) | Charles Cotesworth Pinckney (47) | George Clinton (6)               | James Monroe (0) |
| 7  | 1812    |                                 |                                 |                                  |                                  |                                  | |
| 7  | 1812    | James Madison (128)             | James Madison (128)             | DeWitt Clinton (89)              | DeWitt Clinton (89)              | Rufus King (0)                   | Rufus King (0) |
| 8  | 1816    |                                 |                                 |                                  |                                  |                                  | |
| 8  | 1816    | James Monroe (183)              | James Monroe (183)              | James Monroe (183)               | Rufus King (34)                  | Rufus King (34)                  | Rufus King (34) |
| 9  | 1820    |                                 |                                 |                                  |                                  |                                  | |
| 9  | 1820    | James Monroe (228/231)          | James Monroe (228/231)          | Rufus King (34)                  | Rufus King (34)                  | John Quincy Adams (1)            | John Quincy Adams (1) |
| 10 | 1824    |                                 |                                 |                                  |                                  |                                  | |
| 10 | 1824    | Andrew Jackson (99)             | Andrew Jackson (99)             | John Quincy Adams (84)           | John Quincy Adams (84)           | William Harris Crawford (41)     | Henry Clay (37) |
| 11 | 1828    |                                 |                                 |                                  |                                  |                                  | |
| 11 | 1828    | Andrew Jackson (178)            | Andrew Jackson (178)            | Andrew Jackson (178)             | John Quincy Adams (83)           | John Quincy Adams (83)           | John Quincy Adams (83) |
| 12 | 1832    |                                 |                                 |                                  |                                  |                                  | |
| 12 | 1832    | Andrew Jackson (219)            | Andrew Jackson (219)            | Henry Clay (49)                  | Henry Clay (49)                  | John Floyd (11)                  | William Wirt (7) |
| 13 | 1836    |                                 |                                 |                                  |                                  |                                  | |
| 13 | 1836    | Martin Van Buren (170)          | Martin Van Buren (170)          | William Henry Harrison (73)      | Hugh Lawson White (26)           | Daniel Webster (14)              | Willie Person Mangum (11) |
| 14 | 1840    |                                 |                                 |                                  |                                  |                                  | |
| 14 | 1840    | William Henry Harrison (234)    | William Henry Harrison (234)    | Martin Van Buren (60)            | Martin Van Buren (60)            | James Gillespie Birney (0)       | James Gillespie Birney (0) |
| 15 | 1844    |                                 |                                 |                                  |                                  |                                  | |
| 15 | 1844    | James Knox Polk (170)           | James Knox Polk (170)           | Henry Clay (60)                  | Henry Clay (60)                  | James Gillespie Birney (0)       | James Gillespie Birney (0) |
| 16 | 1848    |                                 |                                 |                                  |                                  |                                  | |
| 16 | 1848    | Zachary Taylor (163)            | Zachary Taylor (163)            | Lewis Cass (127)                 | Lewis Cass (127)                 | Martin Van Buren (0)             | Martin Van Buren (0) |
| 17 | 1852    |                                 |                                 |                                  |                                  |                                  | |
| 17 | 1852    | Franklin Pierce (254)           | Franklin Pierce (254)           | Winfield Scott (42)              | Winfield Scott (42)              | John Parker Hale (0)             | John Parker Hale (0) |
| 18 | 1856    |                                 |                                 |                                  |                                  |                                  | |
| 18 | 1856    | James Buchanan (174)            | James Buchanan (174)            | John Charles Frémont (114)       | John Charles Frémont (114)       | Millard Fillmore (8)             | Millard Fillmore (8) |
| 19 | 1860    |                                 |                                 |                                  |                                  |                                  | |
| 19 | 1860    | Abraham Lincoln (180)           | Abraham Lincoln (180)           | John C. Breckinridge (72)        | John C. Breckinridge (72)        | John Bell (39)                   | John Bell (39) |
| 20 | 1864    |                                 |                                 |                                  |                                  |                                  | |
| 20 | 1864    | Abraham Lincoln (212)           | Abraham Lincoln (212)           | Abraham Lincoln (212)            | George B. McClellan (21)         | George B. McClellan (21)         | George B. McClellan (21) |
| 21 | 1868    |                                 |                                 |                                  |                                  |                                  | |
| 21 | 1868    | Ulysses S. Grant (214)          | Ulysses S. Grant (214)          | Ulysses S. Grant (214)           | Horatio Seymour (80)             | Horatio Seymour (80)             | Horatio Seymour (80) |
| 22 | 1872    |                                 |                                 |                                  |                                  |                                  | |
| 22 | 1872    | Ulysses S. Grant (286)          | Ulysses S. Grant (286)          | Ulysses S. Grant (286)           | Horace Greeley (66)              | Horace Greeley (66)              | Horace Greeley (66) |
| 23 | 1876    |                                 |                                 |                                  |                                  |                                  | |
| 23 | 1876    | Rutherford B. Hayes (185)       | Rutherford B. Hayes (185)       | Rutherford B. Hayes (185)        | Samuel J. Tilden (184)           | Samuel J. Tilden (184)           | Samuel J. Tilden (184) |
| 24 | 1880    |                                 |                                 |                                  |                                  |                                  | |
| 24 | 1880    | James A. Garfield (214)         | James A. Garfield (214)         | James A. Garfield (214)          | Winfield Scott Hancock (155)     | Winfield Scott Hancock (155)     | Winfield Scott Hancock (155) |
| 25 | 1884    |                                 |                                 |                                  |                                  |                                  | |
| 25 | 1884    | Grover Cleveland (219)          | Grover Cleveland (219)          | Grover Cleveland (219)           | James Blaine (182)               | James Blaine (182)               | James Blaine (182) |
| 26 | 1888    |                                 |                                 |                                  |                                  |                                  | |
| 26 | 1888    | Benjamin Harrison (233)         | Benjamin Harrison (233)         | Benjamin Harrison (233)          | Grover Cleveland (168)           | Grover Cleveland (168)           | Grover Cleveland (168) |
| 27 | 1892    |                                 |                                 |                                  |                                  |                                  | |
| 27 | 1892    | Grover Cleveland (277)          | Grover Cleveland (277)          | Benjamin Harrison (145)          | Benjamin Harrison (145)          | James Weaver (22)                | James Weaver (22) |
| 28 | 1896    |                                 |                                 |                                  |                                  |                                  | |
| 28 | 1896    | William McKinley (271)          | William McKinley (271)          | William McKinley (271)           | William Jennings Bryan (176)     | William Jennings Bryan (176)     | William Jennings Bryan (176) |
| 29 | 1900    |                                 |                                 |                                  |                                  |                                  | |
| 29 | 1900    | William McKinley (292)          | William McKinley (292)          | William McKinley (292)           | William Jennings Bryan (155)     | William Jennings Bryan (155)     | William Jennings Bryan (155) |
| 30 | 1904    |                                 |                                 |                                  |                                  |                                  | |
| 30 | 1904    | Theodore Roosevelt (336)        | Theodore Roosevelt (336)        | Theodore Roosevelt (336)         | Alton Brooks Parker (140)        | Alton Brooks Parker (140)        | Alton Brooks Parker (140) |
| 31 | 1908    |                                 |                                 |                                  |                                  |                                  | |
| 31 | 1908    | William Howard Taft (321)       | William Howard Taft (321)       | William Howard Taft (321)        | William Jennings Bryan (162)     | William Jennings Bryan (162)     | William Jennings Bryan (162) |
| 32 | 1912    |                                 |                                 |                                  |                                  |                                  | |
| 32 | 1912    | Woodrow Wilson (435)            | Woodrow Wilson (435)            | Theodore Roosevelt (88)          | Theodore Roosevelt (88)          | William Howard Taft (8)          | William Howard Taft (8) |
| 33 | 1916    |                                 |                                 |                                  |                                  |                                  | |
| 33 | 1916    | Woodrow Wilson (277)            | Woodrow Wilson (277)            | Woodrow Wilson (277)             | Charles Evans Hughes (254)       | Charles Evans Hughes (254)       | Charles Evans Hughes (254) |
| 34 | 1920    |                                 |                                 |                                  |                                  |                                  | |
| 34 | 1920    | Warren G. Harding (404)         | Warren G. Harding (404)         | Warren G. Harding (404)          | James M. Cox (127)               | James M. Cox (127)               | James M. Cox (127) |
| 35 | 1924    |                                 |                                 |                                  |                                  |                                  | |
| 35 | 1924    | Calvin Coolidge (382)           | Calvin Coolidge (382)           | John W. Davis (136)              | John W. Davis (136)              | Robert M. La Follette (13)       | Robert M. La Follette (13) |
| 36 | 1928    |                                 |                                 |                                  |                                  |                                  | |
| 36 | 1928    | Herbert Hoover (444)            | Herbert Hoover (444)            | Herbert Hoover (444)             | Al Smith (87)                    | Al Smith (87)                    | Al Smith (87) |
| 37 | 1932    |                                 |                                 |                                  |                                  |                                  | |
| 37 | 1932    | Franklin Delano Roosevelt (472) | Franklin Delano Roosevelt (472) | Franklin Delano Roosevelt (472)  | Herbert Hoover (59)              | Herbert Hoover (59)              | Herbert Hoover (59) |
| 38 | 1936    |                                 |                                 |                                  |                                  |                                  | |
| 38 | 1936    | Franklin Delano Roosevelt (523) | Franklin Delano Roosevelt (523) | Franklin Delano Roosevelt (523)  | Alf Landon (8)                   | Alf Landon (8)                   | Alf Landon (8) |
| 39 | 1940    |                                 |                                 |                                  |                                  |                                  | |
| 39 | 1940    | Franklin Delano Roosevelt (449) | Franklin Delano Roosevelt (449) | Franklin Delano Roosevelt (449)  | Wendell Willkie (82)             | Wendell Willkie (82)             | Wendell Willkie (82) |
| 40 | 1944    |                                 |                                 |                                  |                                  |                                  | |
| 40 | 1944    | Franklin Delano Roosevelt (432) | Franklin Delano Roosevelt (432) | Franklin Delano Roosevelt (432)  | Thomas E. Dewey (99)             | Thomas E. Dewey (99)             | Thomas E. Dewey (99) |
| 41 | 1948    |                                 |                                 |                                  |                                  |                                  | |
| 41 | 1948    | Harry S. Truman (303)           | Harry S. Truman (303)           | Thomas E. Dewey (189)            | Thomas E. Dewey (189)            | Strom Thurmond (39)              | Strom Thurmond (39) |
| 42 | 1952    |                                 |                                 |                                  |                                  |                                  | |
| 42 | 1952    | Dwight D. Eisenhower (442)      | Dwight D. Eisenhower (442)      | Dwight D. Eisenhower (442)       | Adlai Stevenson II (89)          | Adlai Stevenson II (89)          | Adlai Stevenson II (89) |
| 43 | 1956    |                                 |                                 |                                  |                                  |                                  | |
| 43 | 1956    | Dwight D. Eisenhower (457)      | Dwight D. Eisenhower (457)      | Dwight D. Eisenhower (457)       | Adlai Stevenson II (73)          | Adlai Stevenson II (73)          | Adlai Stevenson II (73) |
| 44 | 1960    |                                 |                                 |                                  |                                  |                                  | |
| 44 | 1960    | John Fitzgerald Kennedy (303)   | John Fitzgerald Kennedy (303)   | Richard Nixon (219)              | Richard Nixon (219)              | Harry Flood Byrd (15)            | Harry Flood Byrd (15) |
| 45 | 1964    |                                 |                                 |                                  |                                  |                                  | |
| 45 | 1964    | Lyndon B. Johnson (486)         | Lyndon B. Johnson (486)         | Lyndon B. Johnson (486)          | Barry Goldwater (52)             | Barry Goldwater (52)             | Barry Goldwater (52) |
| 46 | 1968    |                                 |                                 |                                  |                                  |                                  | |
| 46 | 1968    | Richard Nixon (301)             | Richard Nixon (301)             | Hubert Humphrey (191)            | Hubert Humphrey (191)            | George Wallace (46)              | George Wallace (46) |
| 47 | 1972    |                                 |                                 |                                  |                                  |                                  | |
| 47 | 1972    | Richard Nixon (520)             | Richard Nixon (520)             | George McGovern (17)             | George McGovern (17)             | John Hospers (1)                 | John Hospers (1) |
| 48 | 1976    |                                 |                                 |                                  |                                  |                                  | |
| 48 | 1976    | Jimmy Carter (297)              | Jimmy Carter (297)              | Gerald Ford (240)                | Gerald Ford (240)                | Ronald Reagan (1)                | Ronald Reagan (1) |
| 49 | 1980    |                                 |                                 |                                  |                                  |                                  | |
| 49 | 1980    | Ronald Reagan (489)             | Ronald Reagan (489)             | Ronald Reagan (489)              | Jimmy Carter (49)                | Jimmy Carter (49)                | Jimmy Carter (49) |
| 50 | 1984    |                                 |                                 |                                  |                                  |                                  | |
| 50 | 1984    | Ronald Reagan (525)             | Ronald Reagan (525)             | Ronald Reagan (525)              | Walter Mondale (13)              | Walter Mondale (13)              | Walter Mondale (13) |
| 51 | 1988    |                                 |                                 |                                  |                                  |                                  | |
| 51 | 1988    | George H. W. Bush (426)         | George H. W. Bush (426)         | Michael Dukakis (111)            | Michael Dukakis (111)            | Lloyd Bentsen (1)                | Lloyd Bentsen (1) |
| 52 | 1992    |                                 |                                 |                                  |                                  |                                  | |
| 52 | 1992    | William Clinton (370)           | William Clinton (370)           | William Clinton (370)            | George H. W. Bush (168)          | George H. W. Bush (168)          | George H. W. Bush (168) |
| 53 | 1996    |                                 |                                 |                                  |                                  |                                  | |
| 53 | 1996    | William Clinton (379)           | William Clinton (379)           | William Clinton (379)            | Bob Dole (159)                   | Bob Dole (159)                   | Bob Dole (159) |
| 54 | 2000    |                                 |                                 |                                  |                                  |                                  | |
| 54 | 2000    | George W. Bush (271)            | George W. Bush (271)            | George W. Bush (271)             | Albert Gore (266)                | Albert Gore (266)                | Albert Gore (266) |
| 55 | 2004    |                                 |                                 |                                  |                                  |                                  | |
| 55 | 2004    | George W. Bush (286)            | George W. Bush (286)            | John Kerry (251)                 | John Kerry (251)                 | John Edwards (1)                 | John Edwards (1) |
| 56 | 2008    |                                 |                                 |                                  |                                  |                                  | |
| 56 | 2008    | Barack Obama (365)              | Barack Obama (365)              | Barack Obama (365)               | John McCain (173)                | John McCain (173)                | John McCain (173) |
| 57 | 2012    |                                 |                                 |                                  |                                  |                                  | |
| 57 | 2012    | Barack Obama (332)              | Barack Obama (332)              | Barack Obama (332)               | Mitt Romney (206)                | Mitt Romney (206)                | Mitt Romney (206) |
| 58 | 2016    |                                 |                                 |                                  |                                  |                                  | |
| 58 | 2016    | Donald Trump (304)              | Donald Trump (304)              | Donald Trump (304)               | Hillary Clintonová (227)         | Hillary Clintonová (227)         | Hillary Clintonová (227) |
| 59 | 2020    |                                 |                                 |                                  |                                  |                                  | |
| 59 | 2020    | Joe Biden (306)                 | Joe Biden (306)                 | Joe Biden (306)                  | Donald Trump (232)               | Donald Trump (232)               | Donald Trump (232) |
| 60 | 2024    |                                 |                                 |                                  |                                  |                                  | |
| 60 | 2024    | Donald Trump (312)              | Donald Trump (312)              | Donald Trump (312)               | Kamala Harrisová (226)           | Kamala Harrisová (226)           | Kamala Harrisová (226) |